# Wijken en buurten in Wijk bij Duurstede
De Nederlandse gemeente Wijk bij Duurstede is voor statistische doeleinden onderverdeeld in wijken en buurten. De gemeente is verdeeld in de volgende statistische wijken:
- Wijk 00 Wijk bij Duurstede (CBS-wijkcode:035200)
- Wijk 01 Landelijk gebied (CBS-wijkcode:035201)
- Wijk 02 Cothen (CBS-wijkcode:035202)
- Wijk 03 Langbroek (CBS-wijkcode:035203)

Een statistische wijk kan bestaan uit meerdere buurten. Onderstaande tabel geeft de buurtindeling met kentallen volgens het Centraal Bureau voor de Statistiek (2008):
| CBS-buurtcode | Buurtnaam                                  | Inwonertal | Opp. totaal (ha) | Opp. land (ha) | Ligging                |
| ------------- | ------------------------------------------ | ---------- | ---------------- | -------------- | ---------------------- |
| BU03520000    | Wijk bij Duurstede                         | 17550      | 311              | 307            | Locatie in de gemeente |
| BU03520101    | Gebied ten zuiden van Amsterdam-Rijnkanaal | 210        | 699              | 587            | Locatie in de gemeente |
| BU03520109    | Verspreide huizen                          | 370        | 1029             | 902            | Locatie in de gemeente |
| BU03520200    | Cothen                                     | 2660       | 106              | 104            | Locatie in de gemeente |
| BU03520209    | Verspreide huizen Cothen                   | 410        | 1088             | 1071           | Locatie in de gemeente |
| BU03520300    | Nederlangbroek                             | 1430       | 64               | 64             | Locatie in de gemeente |
| BU03520301    | Nederlangbroek West- en Oostzijde          | 280        | 240              | 236            | Locatie in de gemeente |
| BU03520302    | Overlangbroek                              | 120        | 139              | 139            | Locatie in de gemeente |
| BU03520309    | Verspreide huizen Langbroek                | 270        | 1352             | 1352           | Locatie in de gemeente |